# Tuchscherer

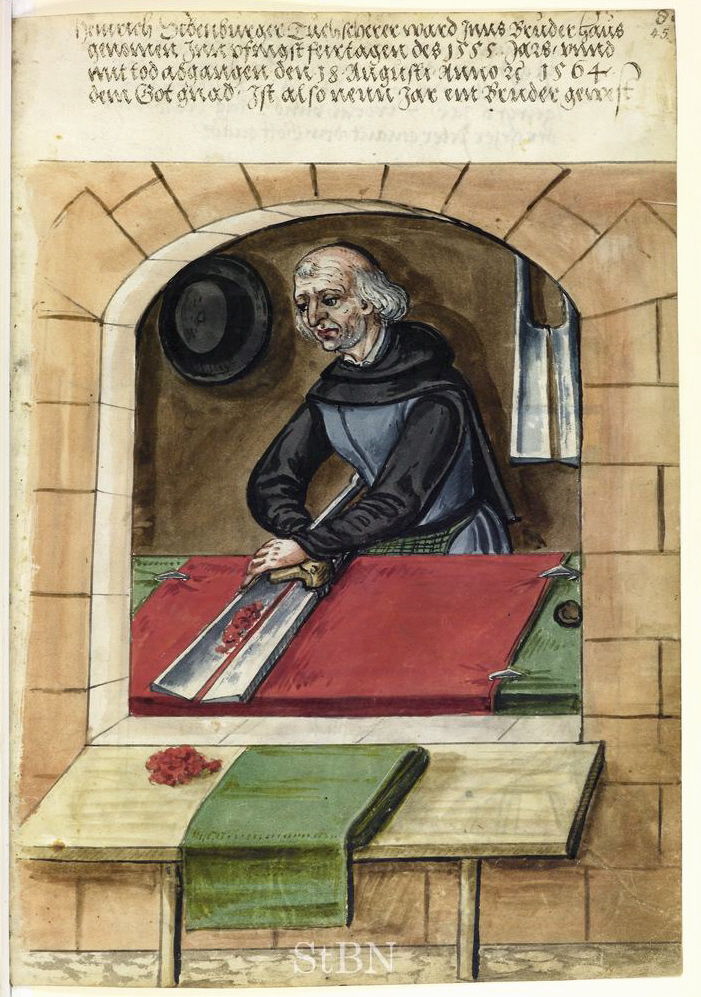
Heinrich Sibenburger, Tuchscherer in Nürnberg, 1564

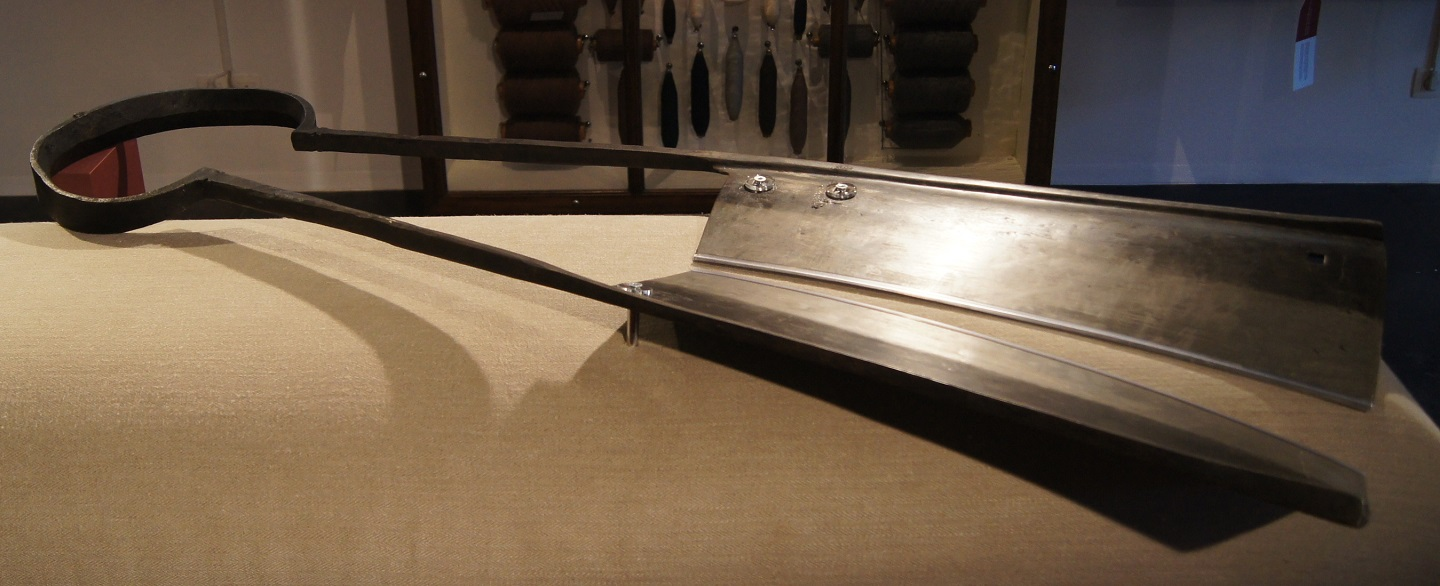
Tuchschere (Stadtmuseum Eupen)

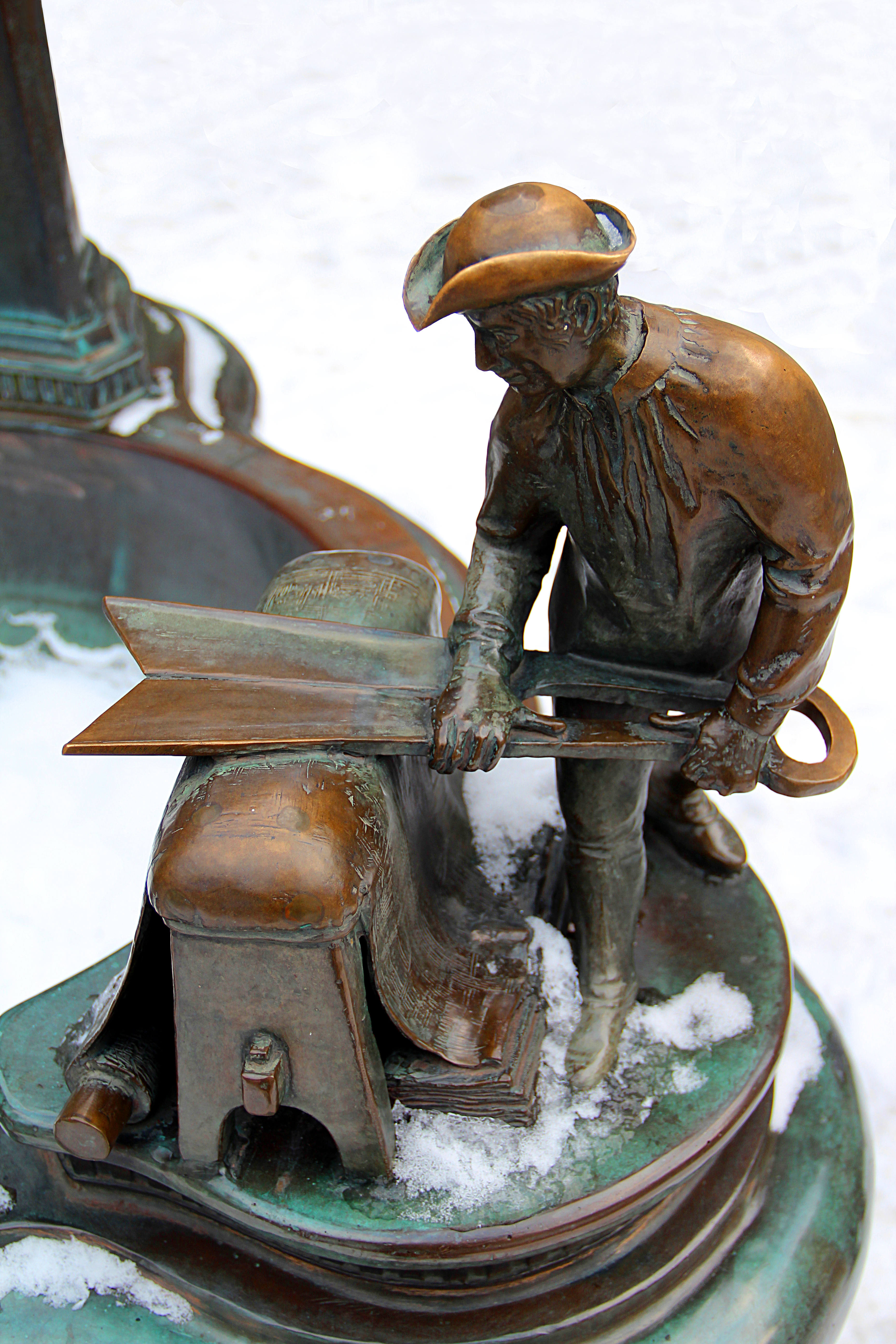
Tuchscherer (Weberbrunnen in Monschau).

Tuchscherer ist ein alter Handwerksberuf des Textilgewerbes. Tuchscherer schnitten mit bis zu 18 kg schweren Bügelscheren die feinen, aus dem Tuch überstehenden Wollfaserreste ab, bis der Stoff eine glatte Oberfläche hatte. Das Scheren ist ein Arbeitsschritt bei der Textilveredelung.
Während die Weber ursprünglich in Heimarbeit ihrer Tätigkeit nachgingen, waren die Tuchscherer Beschäftigte der Tuchkaufleute, wohnten und arbeiteten zumeist in deren Manufakturen. Erste Arbeitskämpfe gegen die schweren Arbeitsbedingungen sind bereits aus dem 18. Jahrhundert bekannt.
Mitte des 18. Jahrhunderts wurde in England eine als Schermühle bezeichnete Maschine erfunden, die das Scheren der Tuche durch Wasserkraft verrichtete, so dass ein Tuchscherer vier bis fünf Tische zugleich bedienen konnte. Vermutlich blieb die Schere dabei unverrückt und das Tuch bewegte sich auf dem Schertisch darunter her.
Das Tuchscheren wird seit Mitte des 19. Jahrhunderts durch Schermaschinen ausgeführt.